# Tipula turcolivida
Tipula turcolivida är en tvåvingeart som beskrevs av Mannheims 1968. Tipula turcolivida ingår i släktet Tipula och familjen storharkrankar. Inga underarter finns listade i Catalogue of Life.